# Championnat d'Uruguay de football 1951
Navigation
Édition précédente Édition suivante
La 49e édition du championnat d'Uruguay de football est remportée par le Club Atlético Peñarol. C’est le dix-huitième titre de champion du club. Le Peñarol l’emporte avec deux points d’avance sur Club Nacional de Football. Rampla Juniors Fútbol Club complète le podium.
Un système de promotion/relégation est en place : le dernier du championnat est automatiquement remplacé par le premier du championnat Intermedia, la deuxième division uruguayenne. Montevideo Wanderers Fútbol Club est relégué en deuxième division et est remplacé par Institución Atlética Sud América.
Tous les clubs participant au championnat sont basés dans l’agglomération de Montevideo.
Juan Eduardo Hohberg (Club Nacional) termine avec 17 buts en 18 matchs meilleur buteur du championnat. 

## Les clubs de l'édition 1951
| \| Montevideo: · Danubio Fútbol Club · Central · Club Atlético Cerro · Defensor · Wanderers · Nacional · Peñarol · Liverpool · Club Atlético Progreso · River Plate · Rampla Juniors Montevideo \| Localisation des clubs engagés dans le championnat. |
| Montevideo: · Danubio Fútbol Club · Central · Club Atlético Cerro · Defensor · Wanderers · Nacional · Peñarol · Liverpool · Club Atlético Progreso · River Plate · Rampla Juniors Montevideo                                                           |

| Club                             | Stade | Capacité | Ville      |
| -------------------------------- | ----- | -------- | ---------- |
| Central Español Fútbol Club      | -     | -        | Montevideo |
| Club Atlético Cerro              | -     | -        | Montevideo |
| Danubio Fútbol Club              | -     | -        | Montevideo |
| Defensor Sporting Club           | -     | -        | Montevideo |
| Liverpool Fútbol Club            | -     | -        | Montevideo |
| Montevideo Wanderers Fútbol Club | -     | -        | Montevideo |
| Club Nacional de Football        | -     | -        | Montevideo |
| Club Atlético Peñarol            | -     | -        | Montevideo |
| Rampla Juniors Fútbol Club       | -     | -        | Montevideo |
| Club Atlético River Plate        | -     | -        | Montevideo |

## Compétition

### Classement
Le classement est établi sur le barème de points suivant : victoire à 2 points, match nul à 1, défaite à 0.
| Rang | Équipe                      | Pts | J  | G  | N | P  | Bp | Bc | Diff |
| ---- | --------------------------- | --- | -- | -- | - | -- | -- | -- | ---- |
| 1    | Club Atlético Peñarol       | 29  | 18 | 13 | 3 | 2  | 50 | 14 | +36  |
| 2    | Club Nacional de Football T | 27  | 18 | 12 | 3 | 3  | 50 | 21 | +29  |
| 3    | Rampla Juniors Fútbol Club  | 22  | 18 | 8  | 6 | 4  | 40 | 28 | +12  |
| 4    | Central Español Fútbol Club | 18  | 18 | 6  | 6 | 6  | 23 | 29 | -6   |
| 5    | Club Atlético Cerro         | 17  | 18 | 7  | 3 | 8  | 26 | 38 | -12  |
| 6    | Danubio Fútbol Club         | 16  | 18 | 5  | 5 | 8  | 30 | 36 | -6   |
| 7    | Club Atlético River Plate   | 16  | 18 | 6  | 4 | 8  | 31 | 41 | -10  |
| 8    | Defensor Sporting Club      | 12  | 18 | 4  | 4 | 10 | 25 | 36 | -11  |
| 9    | Liverpool Fútbol Club       | 12  | 18 | 3  | 6 | 9  | 20 | 37 | -17  |
| 10   | Montevideo Wanderers        | 11  | 18 | 4  | 3 | 11 | 24 | 39 | -15  |

| Légende : Qualifications et relégations | Légende : Qualifications et relégations |
| --------------------------------------- | --------------------------------------- |
|                                         | Champion d’Uruguay                      |
|                                         | Relégué en deuxième division            |
|                                         | T : Tenant du titre P : Promus          |

## Bilan de la saison
| Championnat d'Uruguay de football 1951 |                                   |
| Champion                               | Club Atlético Peñarol (18e titre) |
| Promotions et relégations              |                                   |
| Promus en Primera División             | Institución Atlética Sud América  |
| Relégués en Intermedia                 | Club Atlético Bella Vista         |

## Statistiques

### Meilleur buteur
1. Juan Eduardo Hohberg (Club Atlético Peñarol), 17 buts.